# Штат
Штат (от нем. Staat «государство, правление») — название, принятое в русском языке для обозначения в ряде федеративных образований (государств) административно-территориальных единиц, обладающих определённым уровнем суверенитета, иногда также используемое для административно-территориальных единиц унитарных государств. Обычно этот термин является калькой английского названия state. Правовой и юридический статус штата, а также объём и уровень компетенции его властей определяются конституцией союза. Кроме того, в некоторых государствах штаты обладают собственными конституциями.
Во главе штата обычно стоит губернатор, избираемый населением или назначаемый как глава составной части федеративного государства или как глава административной единицы унитарного государства.
Каждый штат имеет своих представителей в верхней палате парламента страны, их число определяется законодательством — оно может зависеть от численности населения штата (пример, Индия), либо каждый штат имеет одинаковое число представителей в парламенте (пример, США, Бразилия).
Для должностей и учреждений штатов, которым существует эквивалент федерального уровня, обычно используют отличающуюся от федерального уровня терминологию (например: президент — губернатор, правительство — совет штата, национальная ассамблея — генеральная ассамблея штата).

## Список федеративных государств, в составе которых имеются штаты
| Страна     | Кол-во штатов | Самый большой штат, км²        | Самый маленький штат, км² | Самый многонаселённый штат, чел. | Самый малонаселённый штат, чел.   |
| ---------- | ------------- | ------------------------------ | ------------------------- | -------------------------------- | --------------------------------- |
| Австралия  | 6             | Западная Австралия (2 645 615) | Тасмания (90 758)         | Новый Южный Уэльс (7 099 700)    | Тасмания (502 600)                |
| Бразилия   | 26            | Амазонас (1 570 745)           | Сержипи (21 910)          | Сан-Паулу (40 442 795)           | Рорайма (451 227)                 |
| Венесуэла  | 23            | Боливар (240 528)              | Нуэва-Эспарта (1 150)     | Сулия (3 620 200)                | Амасонас (142 200)                |
| Индия      | 28            | Раджастхан (342 236)           | Гоа (3702)                | Уттар-Прадеш (190 891 000)       | Сикким (540 493)                  |
| Малайзия   | 13            | Саравак (124 450)              | Перлис (821)              | Селангор (5 411 324)             | Перлис (227 025)                  |
| Мексика    | 31            | Чиуауа (244 938)               | Тласкала (4016)           | Мехико (15 175 862)              | Южная Нижняя Калифорния (424 041) |
| Микронезия | 4             | Понпеи (346)                   | Кусаие (110)              | Чуук (53 595)                    | Кусаие (7 686)                    |
| Нигерия    | 36            | Нигер (76 363)                 | Лагос (3 475)             | Кано (13 383 682)                | Эбоньи (1 739 136)                |
| США        | 50            | Аляска (1 717 854)             | Род-Айленд (4 005)        | Калифорния (37 253 956)          | Вайоминг (532 668)                |

## Унитарные государства, в составе которых имеются штаты
Республика Союз Мьянма разделена на 7 административных областей (тайн), 7 штатов (пьи-не), 5 самоуправляемых зон, 1 самоуправляемую область и 1 союзную территорию.
Республика Палау разделена на 16 штатов, которые до 1984 года имели статус муниципалитетов.